# اورسل برونر
اورسل برونر (به انگلیسی: Ursel Brunner) (زادهٔ ۳۰ ژانویهٔ ۱۹۴۱) شناگر اهل آلمان است.